# Elecciones al Parlamento Europeo de 1994 (Luxemburgo)
En las elecciones al Parlamento Europeo de 1994 en Luxemburgo, celebradas en junio, se escogió a los 6 representantes de dicho país para la cuarta legislatura del Parlamento Europeo.

## Resultados
| Datos de participación | Datos de participación | Datos de participación |
| ---------------------- | ---------------------- | ---------------------- |
| Censo electoral        | 224.031                | 100%                   |
| Votantes               | 198.370                | 88,5                   |
| Abstención             | 25.661                 | 11,5                   |
| A candidatura          | 1.014.274              |                        |

| ← Elecciones al Parlamento Europeo de 1994 →              |         |       |         |
| Partido                                                   | Votos   | %     | Escaños |
| Partido Popular Social Cristiano (CSV)                    | 319.462 | 31,50 | 2       |
| Partido Socialista Obrero Luxemburgués (LSAP)             | 251.500 | 24,80 | 2       |
| Partido Demócrata (DP)                                    | 190.977 | 18,83 | 1       |
| Déi Greng (DG)                                            | 110.888 | 10,93 | 1       |
| Aktiounskomitee fir Demokratie a Rentegerechtegkeet (ADR) | 70.470  | 6,95  | 0       |
| National Bewegong (NB)                                    | 24.141  | 2,38  | 0       |
| Partido Comunista de Luxemburgo (KLP)                     | 16.559  | 1,63  | 0       |
| Groupement fir d'Lëtzebuerger Souveréinitéit (GLS)        | 12.091  | 1,19  | 0       |
| Nei Lénk (NL)                                             | 9.421   | 0,93  | 0       |
| Neutral Onofhängeg Menschenrechter Partei (NOMP)          | 8.765   | 0,86  | 0       |